# Conde de Jersey

Brasão de Armas da família Child-Villiers

Conde de Jersey é um título do Pariato da Inglaterra. É mantido por um ramo da família Villiers, que desde 1819 é a família Child Villiers.

## História

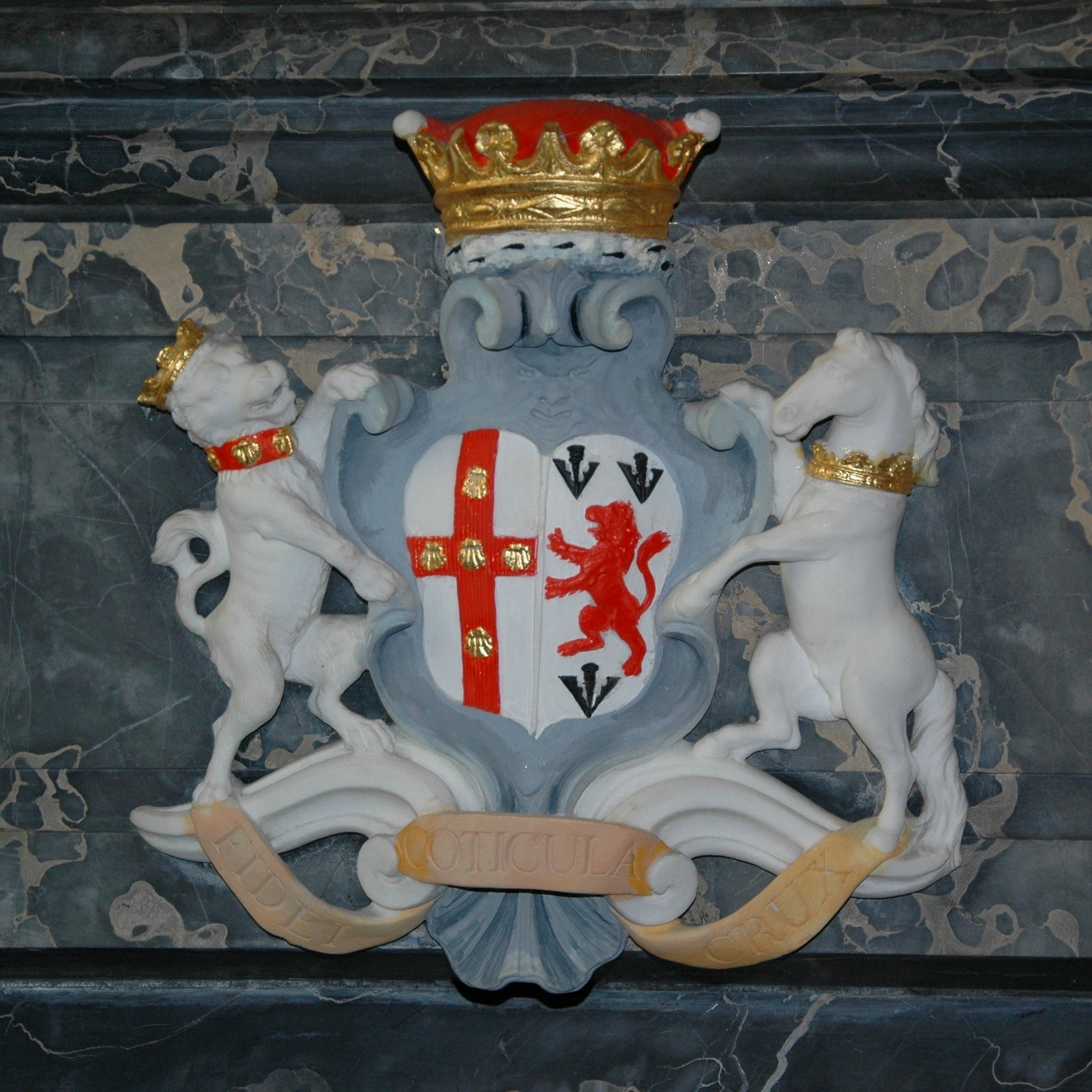
Brasão do 3.º conde de Jersey na igreja Middleton Stoney, empalado com as armas de Egerton, seus sogros.

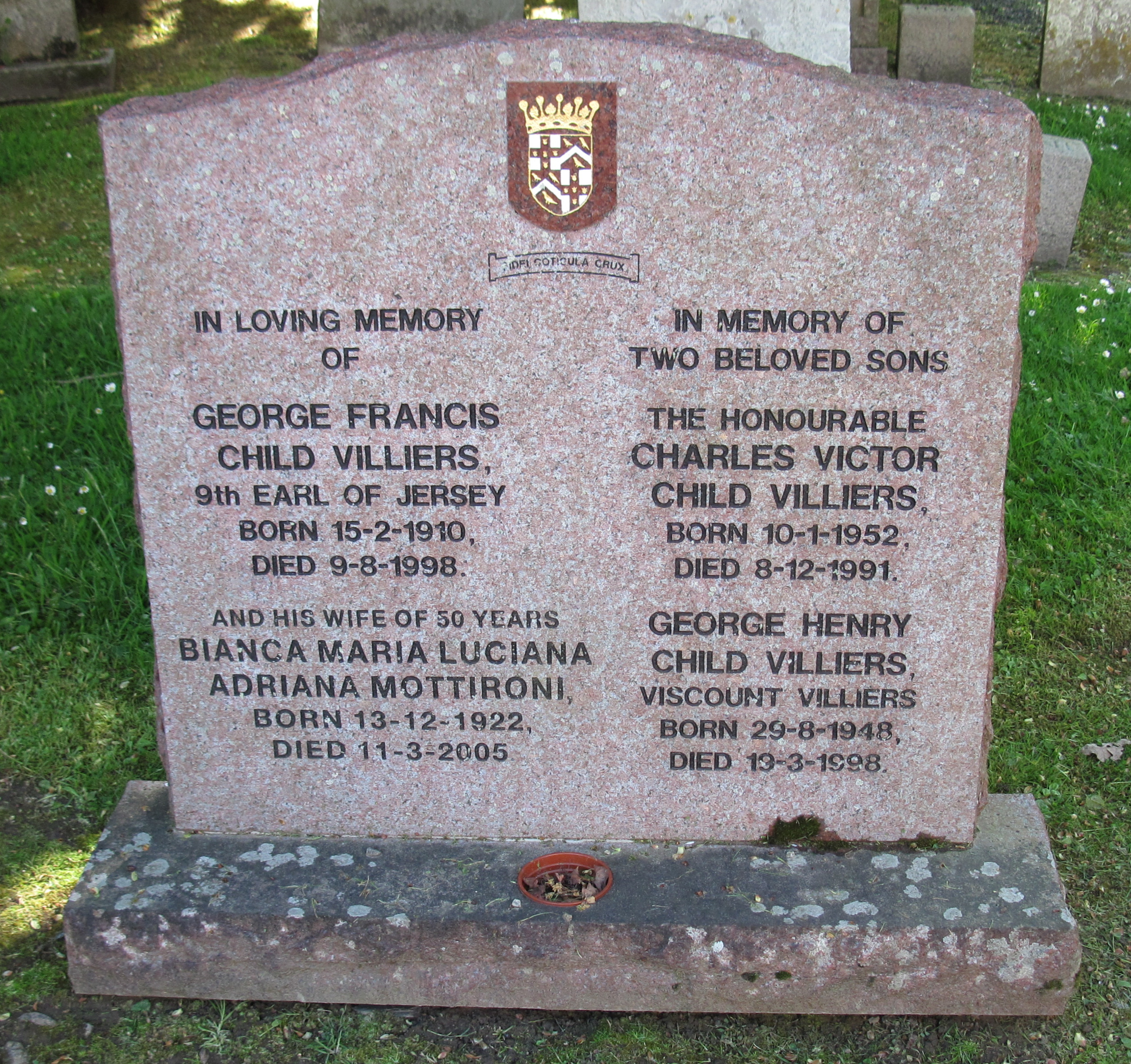
Monumento do 9.º Conde de Jersey, mostrando o brasão atual da família.

O título foi criado em 1697 para o estadista Eduardo Villiers, 1.º Visconde Villiers, Embaixador na França de 1698 a 1699 e Secretário de Estado do Departamento do Sul de 1699 a 1700. Ele já havia sido criado Barão Villiers, de Hoo, no Condado de Kent, e Visconde Villiers, de Dartford, no Condado de Kent, em 1691, também no Pariato da Inglaterra.
Membro da proeminente família Villiers, ele era neto de Sir Edward Villiers, irmão de Sir William Villiers, 1.º Baronete, de Brooksby, e meio-irmão de Jorge Villiers, 1.º Duque de Buckingham, Christopher Villiers, 1.º Conde de Anglesey e John Villiers, 1.º Visconde Purbeck. Ele foi sucedido por seu filho, o segundo conde. Ele representou Kent na Câmara dos Comuns de 1705 a 1708. Após sua morte, os títulos passaram para seu filho mais velho, o terceiro conde. Em 1766, ele sucedeu seu primo em segundo grau John Villiers, 1.º Conde Grandison, como sexto Visconde Grandison por meio de um restante especial nas cartas patentes. 
Seu filho, o quarto conde, foi um político e serviu como vice-camareiro da casa, como mestre dos Buckhounds e como capitão da Honorável Banda de Cavalheiros Pensionistas . Ele foi sucedido por seu filho, o quinto conde. Ele era um político conservador e serviu como Lord Chamberlain da Casa Real e como Mestre dos Cavalos . Lorde Jersey casou-se com Sarah Sophia (falecida em 1867), filha de John Fane, 10.º Conde de Westmorland, e sua esposa Sarah Anne (falecida em 1793), filha de Robert Child. Por meio deste casamento, o banco privado Child & Co. passou a fazer parte da família Villiers. 
Devido à considerável riqueza trazida à família por este casamento, em 1819, Lord Jersey assumiu por licença real o sobrenome e o brasão de Child, e desde então o ramo da família é conhecido como Child-Villiers.  Após sua morte, os títulos passaram para seu filho, o sexto conde. Ele foi membro conservador do Parlamento por Rochester, Minehead, Honiton e Weymouth e Melcombe Regis e Cirencester . Ele assumiu o condado em 3 de outubro de 1859 e morreu em 24 de outubro de 1859, tendo mantido o título por apenas vinte e um dias. Lord Jersey casou-se com Julia, filha do Primeiro Ministro Sir Robert Peel, 2.º Baronete, em 1841.
Ele foi sucedido por seu filho, o sétimo conde. Ele serviu na segunda administração conservadora de Lord Salisbury como tesoureiro-geral de 1889 a 1890 e foi governador de Nova Gales do Sul de 1890 a 1893. Após sua morte em 1915, os títulos passaram para seu filho mais velho, o oitavo conde. Ele serviu brevemente sob David Lloyd George como Lord-in-waiting (líder do governo na Câmara dos Lordes ) de janeiro a agosto de 1919. Em 1923, ele vendeu a Child & Co para a Glyn, Mills & Co. Seu filho, o nono conde, era major da Artilharia Real ( TA ).
Desde de 2017 os títulos são detidos pelo neto deste último, o décimo conde, que sucedeu em 1998. Ele é o filho mais velho de George Henry Villiers, Visconde Villiers (1948-1998), filho mais velho do nono Conde. Lord Jersey é um ator, escritor e produtor, conhecido profissionalmente como William Villiers.
Os herdeiros aparentes do condado alternam o uso dos dois títulos viscontimais como título de cortesia . O décimo conde foi brevemente denominado Visconde Grandison entre as mortes de seu pai, o Visconde Villiers, e de seu avô, o nono conde, e assim o próximo herdeiro é denominado Visconde Villiers.
A atual sede da família é Radier Manor, na ilha de Jersey. As sedes familiares anteriores eram Middleton Park, em Oxfordshire, e Osterley Park, em Middlesex.
Os Condes de Jersey também são remanescentes do título de Duque de Marlborough, por serem descendentes de uma das filhas de suas filhas, por primogenitura, e seus herdeiros masculinos do 1.º Duque.
A igreja paroquial de Todos os Santos em Middleton Stoney, perto do Middleton Park, é o local de sepultamento da maioria dos Condes de Jersey. 

## Conde de Clarendon
Outro membro da família a ganhar distinção foi o Exmo. Thomas Villiers, segundo filho do segundo conde. Ele foi nomeado Conde de Clarendon em 1776.

## Condados jacobitas de Jersey
Em abril de 1716, dois condados jacobitas de Jersey foram criados pelo Velho Pretendente, o primeiro para Barbara, nascida Chiffinch, a viúva do primeiro conde da criação de 1697, e o outro para seu filho mais velho (que o sucedeu como segundo conde do Criação em 1697) com os títulos subsidiários Visconde Dartford e Barão Hoo. O primeiro foi extinto com a morte da condessa em 1735.

## Condes de Jersey (1697)
- Edward Villiers, 1.º Conde de Jersey (1656–1711)
  -  William Villiers, 2.º Conde de Jersey (falecido em 1721)
    -  William Villiers, 3.º Conde de Jersey (falecido em 1769)
      -  George Bussy Villiers, 4.º Conde de Jersey (1735–1805)
        -  George Child Villiers, 5.º Conde de Jersey (1773–1859)
          -  George Augustus Frederick Child-Villiers, 6.º Conde de Jersey (1808–1859)
            -  Victor Albert George Child-Villiers, 7.º Conde de Jersey (1845–1915)
              -  George Henry Robert Child-Villiers, 8.º Conde de Jersey (1873–1923)
                -  George Francis Child-Villiers, 9.º Conde de Jersey (1910–1998)
                  - George Child Villiers, Visconde Villiers (1948–1998)
                    -  (George Francis) William Child-Villiers, 10.º Conde de Jersey (nascido em 1976)
                      - (1) George Henry William Child-Villiers, Viscount Villiers (n. 2015)

                    - (2) Hon. Jamie Charles Child-Villiers (n. 1994)

                - Hon. Edward Masel Child-Villiers (1913-1980)
                  - (Edward) John Mansel Hugh Frampton Child-Villiers (1935-2002)
                    - (3) Alexander Child-Villiers (n. 1961)
                      - (4) Frederick Mansel Child-Villiers (n. 1990)
                      - (5) William Child-Villiers (n. 2003)

                  - (6) George Anthony Robert Child-Villiers (n. 1947)

    -  Thomas Villiers, 1º Conde de Clarendon (1709–1786)
      - para mais descendentes, veja o Conde de Clarendon